# South African Ice Hockey Association
Die South African Ice Hockey Association (Südafrikanischer Eishockeyverband) ist der nationale Eishockeyverband Südafrikas. 

## Geschichte
Der Verband wurde bereits 1937 in die Internationale Eishockey-Föderation aufgenommen. Von 1970 bis 1991 ruhte die Mitgliedschaft jedoch. Der Verband gehört zu den IIHF-Vollmitgliedern. 
Der Verband kümmert sich überwiegend um die Durchführung der Spiele der südafrikanischen Eishockeynationalmannschaft sowie der Frauen-Nationalmannschaft und der Junioren-Mannschaften. Zudem organisiert der Verband den nationalen Spielbetrieb der Vereinsmannschaften.   

## Einzelnachweis
1. ↑  SAIHF - About auf der Webseite des Verbandes